# Oñati
Oñati (em basco e oficialmente) ou Oñate (em castelhano) é um município da Espanha na província de Guipúscoa, comunidade autónoma do País Basco. Tem 107,31 km² de área e em 2021 tinha 11 428 habitantes (densidade: 106,5 hab./km²). Pertence à comarca do Alto Deba.
Oñati foi uma vila senhorial poderosa que passou a ser condado. Só foi integrada na  província de Guipúscoa em 1845. Nesta vila fundou-se a primeira universidade do País Basco, a Universidade de Oñati, em 1543. É o município mais extenso da província e o núcleo urbano encontra-se a uma altitude de 231 metros. No entanto, a altura máxima é de 1 368 metros, no cimo do monte Artzanburu.
Os termos Oñati e Oñate que aparecem em documentos antigos fazem referência à sua orografia — a cidade está rodeada de montanhas e aparecem relacionadas com "pé de porto" ou "abundância de colinas".

## Demografia
| Variação demográfica do município entre 1991 e 2004 | Variação demográfica do município entre 1991 e 2004 | Variação demográfica do município entre 1991 e 2004 | Variação demográfica do município entre 1991 e 2004 | Variação demográfica do município entre 1991 e 2004 |
| --------------------------------------------------- | --------------------------------------------------- | --------------------------------------------------- | --------------------------------------------------- | --------------------------------------------------- |
| 1991                                                | 1996                                                | 2001                                                | 2004                                                | 2017                                                |
| 10695                                               | 10564                                               | 10705                                               | 10729                                               | 11394                                               |

## Escudo de armas
O escudo de armas da cidade de Oñati é um reflexo das famílias que tiveram relevância histórica. Está dividido em três partes. A águia (parte superior esquerda do brasão) é o símbolo da família Garibai, os Aguillos; Na parte direita, o cervo, em atitude de correr, simbolizando a família Murguia, os Cervunos. Na parte inferior observa-se um cervo ferido sendo atacado no coração por uma águia. Isto simboliza uma batalha medieval perdida pelos Murguia.